# انباک
انباک (به لاتین: Enebakk) یک شهرداری در نروژ است که در آکرشوس واقع شده‌است. انباک ۲۳۳ کیلومتر مربع مساحت و ۹٬۲۳۳ نفر جمعیت دارد.

## خواهرخوانده
شهر بخش هامارو خواهرخواندهٔ انباک هست.